# Pygomeles
Genre
Synonymes
- Androngo Brygoo, 1982

Pygomeles est un genre de sauriens de la famille des Scincidae.

## Répartition

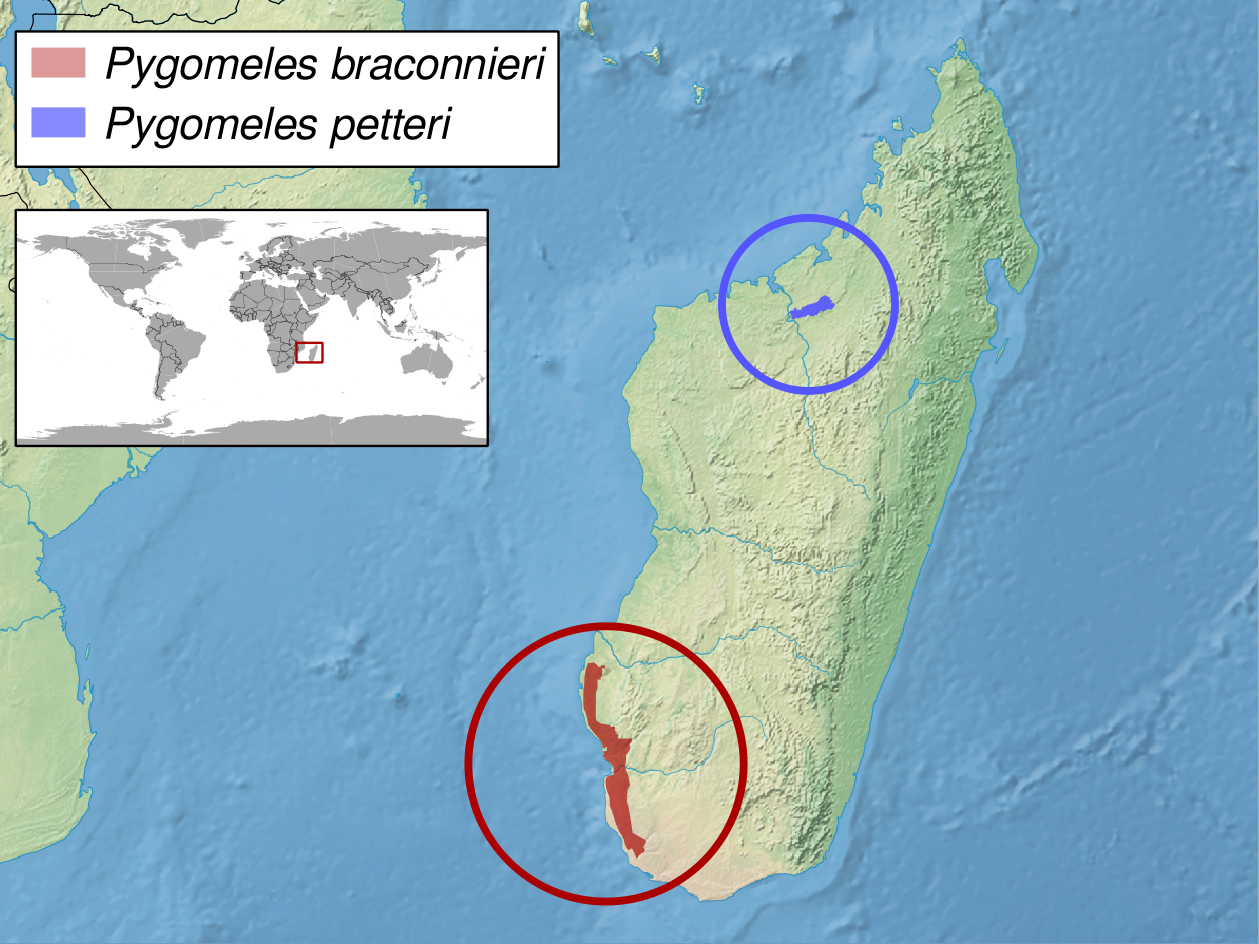
Répartition.

Les trois espèces de ce genre sont endémiques de Madagascar.

## Liste des espèces
Selon The Reptile Database (8 septembre 2015) :
- Pygomeles braconnieri Grandidier, 1867
- Pygomeles petteri Pasteur & Paulian, 1962
- Pygomeles trivittatus Boulenger, 1896

## Taxinomie
Le genre Androngo a été placé en synonymie.

## Publication originale
- Grandidier, 1867 : Liste des reptiles nouveaux découverts, en 1866, sur la côte sud-ouest de Madagascar. Revue et Magazine de Zoologie (Paris), sér. 2, vol. 19, p. 232-234 (texte intégral).